# Quản trị thương hiệu trực tuyến
Quản trị thương hiệu trực tuyến (Internet branding hay Online branding) là một kỹ thuật quản lý thương hiệu sử dụng World Wide Web & Social Media Channel làm phương tiện để định vị thương hiệu trên thị trường. Quản trị thương hiệu ngày càng trở nên quan trọng với những tiến bộ của internet. Hầu hết các doanh nghiệp đang khám phá các kênh trực tuyến khác nhau, bao gồm công cụ tìm kiếm, phương tiện truyền thông xã hội, thông cáo báo chí trực tuyến, thị trường trực tuyến, để thiết lập mối quan hệ mạnh mẽ với người tiêu dùng và xây dựng nhận thức về thương hiệu của họ.

## Kỹ thuật xây dựng thương hiệu trực tuyến
Một số chuyên gia tin rằng mục tiêu của thương hiệu trực tuyến là tăng nhận diện thương hiệu. Những người khác tập trung vào việc tích hợp thương hiệu trực tuyến với trải nghiệm thương hiệu tổng thể của khách hàng liên quan đến một công ty, sản phẩm hoặc thực thể có thương hiệu khác. Từ quan điểm này, nhận diện thương hiệu được xem là một thành phần trong số nhiều người, chẳng hạn như phân biệt thương hiệu (từ đối thủ cạnh tranh) và hộp thoại thương hiệu "Thời đại hợp tác" được hỗ trợ bởi Internet và truyền thông di động. Phát triển trang web là một thành phần chính của thương hiệu trực tuyến vì một trang web được sử dụng bởi các công ty và cá nhân để trình bày các sản phẩm và dịch vụ của một thương hiệu. Tập trung vào sự xuất hiện, chức năng và thông điệp của công ty để cung cấp trải nghiệm tích cực cho khách truy cập là một phần của thương hiệu trực tuyến. Phát triển trang web để xây dựng thương hiệu trực tuyến cũng bao gồm việc sử dụng một blog để tạo nội dung cho độc giả quan tâm đến các chủ đề liên quan đến thương hiệu. Nó đã được khuyến nghị và khuyên chống lại blog của khách trên các trang web khác cho mục đích xây dựng thương hiệu trực tuyến. Vào năm 2014, Matt Cutts, người đứng đầu nhóm Spam của Google, tuyên bố rằng việc viết blog của khách ngày càng trở nên spam hơn và khuyến nghị không sử dụng bài đăng của khách để xây dựng liên kết đến trang web.
Thương hiệu Internet cũng liên quan đến sự tương tác và tích hợp phương tiện truyền thông xã hội. Mạng hiển thị và nội dung được sử dụng với sự lặp lại là một phương pháp tích hợp thương hiệu với phương tiện truyền thông xã hội. Nhắm mục tiêu theo hành vi, nhắn tin lại và nhắm mục tiêu theo trang web cụ thể được sử dụng như một cách để giữ vững thương hiệu trước khách hàng mục tiêu. Xây dựng thương hiệu thông qua phương tiện truyền thông xã hội liên quan đến việc chia sẻ kiến thức về thương hiệu và liên tục tương tác với khách hàng. Sử dụng các trang web như Twitter, Facebook, LinkedIn và YouTube để chia sẻ kiến thức về thương hiệu là một hình thức xây dựng thương hiệu trực tuyến phổ biến thông qua phương tiện truyền thông xã hội.

## Lợi ích từ Quản trị Thương hiệu Trực tuyến

### Tăng cường mối quan hệ khách hàng
Internet là một công cụ xây dựng thương hiệu mạnh mẽ cho nhiều doanh nghiệp vì nó cung cấp nhiều cách để thúc đẩy kinh doanh. Tính tương tác là một trong những bản chất của Internet giúp các công ty truyền đạt thông điệp thương hiệu ngay lập tức và giao tiếp trực tiếp với người tiêu dùng, tạo ra các tương tác độc quyền và thân mật với họ. Người tiêu dùng có hành vi mua hàng tiềm năng có thể bị ảnh hưởng bởi kiến thức và sự quen thuộc của thương hiệu. Do đó, xây dựng thương hiệu trực tuyến tốt có thể giúp kết nối khách hàng gần gũi hơn với thương hiệu và củng cố lòng trung thành và mối quan hệ của khách hàng.

### Phát triển liên minh thương hiệu
Quản trị thương hiệu trực tuyến liên quan đến các chiến lược tiếp thị và định vị thương hiệu khác nhau, không chỉ phân biệt các sản phẩm có thương hiệu riêng mà còn kết hợp các thương hiệu chứng thực. Ví dụ: Trang web Thư viện là một ví dụ điển hình về liên kết như vậy giữa trang web của trường đại học và các trang web cơ sở dữ liệu hoặc nhà xuất bản khác như FirstSearch và SpringerLink. Trong nền kinh tế mới với sự hội tụ của công nghệ, thương hiệu trực tuyến tạo cơ hội cho các công ty phát triển các liên minh và mạng lưới thương hiệu để tối đa hóa tầm ảnh hưởng của thương hiệu.

### Đa dạng hóa ý nghĩa thương hiệu
Xây dựng thương hiệu trực tuyến làm cho công ty có cơ hội giao tiếp trực tiếp với khách hàng và cơ hội thu thập nhiều thông tin khách hàng hơn để xây dựng cơ sở dữ liệu về các mẫu mua hàng của khách hàng. Dữ liệu có thể được sử dụng để phân khúc khách hàng thành các nhóm cụ thể có nhu cầu cụ thể, thậm chí cung cấp các dịch vụ tùy chỉnh. Do đó, việc tùy chỉnh và nhắm mục tiêu đến các nhóm nhỏ hơn có thể tạo ra sự đa dạng về trải nghiệm với cùng một thương hiệu. Các thương hiệu giống nhau có ý nghĩa khác nhau cho các nhóm khách hàng khác nhau.

### Tiếp cận toàn cầu, hiệu quả về thời gian
Chỉ với một vài cú nhấp chuột đơn giản, một thương hiệu có thể được quảng bá trên toàn cầu trong thời gian ngắn. Và nó không yêu cầu bất kỳ rắc rối nào, các thương hiệu có thể xây dựng và quảng bá thương hiệu trực tuyến của mình với các chiến lược hiệu quả một cách dễ dàng.

## Thử thách

### Quá tải thông tin
Mạng lưới Internet rất phức tạp. Nó chứa hàng ngàn các website khác nhau và mỗi website lại có những thông tin riêng biệt. Đây là kênh dành cho mọi doanh nghiệp và vì thế, để có thể tạo nên sự khác biệt hóa giữa các doanh nghiệp là điều không hề dễ dàng. Đặc biệt là các thương hiệu người dùng chưa biết đến trước khi doanh nghiệp thực hiện chiến lược quản trị thương hiệu trực tuyến. Các tình huống thất bại trước đây đều do doanh nghiệp xem thường tính phức tạp hoặc tính liên kết của mạng lưới Internet.

### Quản lý các kênh truyền thông khác nhau
Nói chung, quản trị thương hiệu trực tuyến phủ toàn bộ các kênh truyền thông xã hội với những website và ứng dụng điện thoại khác nhau. Doanh nghiệp cần lưu ý tính đồng bộ cho nội dung thương hiệu trên tất cả các kênh này.
Ngoài ra, doanh nghiệp cũng cần hồi đáp các ý kiến khen thưởng hoặc phàn nàn từ khách hàng kịp thời nhằm giảm thiểu rủi ro.

## Vấn đề đạo đức
Các thương hiệu trực tuyến bị kiểm soát từ người tiêu dùng thông qua các trang web đánh giá và khiếu nại khác nhau với các đánh giá giả với mục đich làm hỏng thương hiệu. Vào năm 2014, một chủ nhà hàng ở Enid, Oklahoma đã từ chối phục vụ khách quen trên xe lăn. Trong một cuộc phỏng vấn, chủ sở hữu nói rằng anh ta không phục vụ "quái vật" và đưa ra những nhận xét định kiến về đồng tính luyến ái. Trong vài ngày của cuộc phỏng vấn, mọi người đã để lại những đánh giá giả trên Yelp về nhà hàng trong những gì giới truyền thông mô tả là "công lý trực tuyến". Phương tiện truyền thông xã hội cũng được sử dụng như một phương tiện để mọi người để lại các đánh giá giả mạo hoặc nói xấu thương hiệu. Một chủ khách sạn ở Vương quốc Anh đã thắng một vụ kiện phỉ báng vào năm 2014 chống lại một cựu nhân viên đã lập một trang Facebook chỉ với mục đích làm hỏng thương hiệu trực tuyến của họ.
Các công ty cũng đã thao túng các thương hiệu bằng cách để lại các đánh giá trực tuyến tích cực. Vào tháng 9 năm 2013, 19 doanh nghiệp ở New York đã đồng ý trả 350.000 đô la tiền phạt và ngừng viết các đánh giá giả mạo trực tuyến về doanh nghiệp của họ trong một thỏa thuận đạt được với Bộ trưởng Tư pháp New York. Cùng năm đó, Yelp đã kiện một luật sư từ San Diego vì đã viết những đánh giá giả về hoạt động cá nhân của anh ta trên trang này. Yelp cũng đã đăng thông báo trên các trang của công ty trong trang web của mình và bị bắt gặp trả tiền cho các đánh giá tích cực. Điều này xảy ra sau khi một trang web tiến hành một cái bẫy trên Craigslist để tìm các công ty trả tiền cho các đánh giá. Người ta đã lập luận rằng các công ty đăng các đánh giá trực tuyến giả mạo về việc kinh doanh của chính họ vi phạm luật "quảng cáo sai lệch". Luật pháp Hoa Kỳ yêu cầu những người được trả tiền để chứng nhận hay quảng cáo cho một sản phẩm phải công khai điều đó. Công ty Legacy Learning Systems đã bị Ủy ban Thương mại Liên bang Hoa Kỳ phạt 250.000 đô la vào năm 2011 vì đã trả tiền cho mọi người để đăng các đánh giá giả.

## Công cụ quản trị thương hiệu trực tuyến[24]

### Quản lý hình ảnh thương hiệu
Với công cụ kiểm soát hình ảnh thương hiệu và nỗ lực cố gắng của thương hiệu qua từng thời gian, doanh nghiệp có thể tùy chỉnh các hoạt động, chiến lược cho phù hợp.
Các ứng dụng và dịch vụ nổi trội: BrandYourself, Qualtrics CX, Rize Reviews, Acquisio.

### Thiết kế logo
Hiện nay, có nhiều dịch vụ sử dụng các thuật toán học tập tinh vi để tạo ra một luồng các thiết kế logo phù hợp với các yêu cầu được cung cấp.
Các ứng dụng và dịch vụ nổi trội: LogoJoy, LogoMakr, Logo Foundry.

### Thiết kế hình ảnh
Doanh nghiệp có thể được cung cấp một loạt các hình ảnh mẫu, kết hợp các bố cục hình ảnh hấp dẫn mà không cần lên ý tưởng về cách thức hoạt động hay tỷ lệ vàng.
Các ứng dụng và dịch vụ nổi trội: Canva, RelayThat, Piktochart, Snappa.

### Quản lý tương tác người dùng
Doanh nghiệp có thể kiểm soát ai là người bình luận, xếp hạng theo mức độ ảnh hưởng của họ trên các phương tiện truyền thông xã hội, xếp họ theo vị trí địa lý để có thể ưu tiên phù hợp và trực tiếp giải quyết phản hồi của họ, thông qua các tài khoản truyền thông xã hội.
Các ứng dụng và dịch vụ nổi trội: Mention, Hootsuite, Sprout Social, Cision Communications Cloud.

### Quản lý hoạt động trên nền tảng mạng xã hội
Doanh nghiệp dễ dàng thiết lập lịch nội dung cho tất cả các nền tảng truyền thông xã hội lớn, tạo nội dung, lên lịch để đăng tự động và theo dõi các mức hiệu suất, xác định bài đăng nào nhận được nhiều lượt xem nhất.
Các ứng dụng và dịch vụ nổi trội: Hootsuite, Zoho Social, Sprout Social, Sendible.

### Trình chiếu thuyết trình
Doanh nghiệp tạo các trình chiếu chất lượng cao, thường là trong Microsoft Powerpoint hoặc Google Slides một cách dễ dàng và nhanh gọn. Đồng thời, còn cung cấp cho doanh nghiệp một loạt bài mẫu trình chiếu phù hợp với nội dung trình bày.
Các ứng dụng và dịch vụ nổi trội: SlidesCarnival, Volsce, Basset, Laertes.